# Tengeriszőlő
A tengeriszőlő vagy sóskaszőlő (Coccoloba uvifera) a szegfűvirágúak (Caryophyllales) rendjébe, ezen belül a keserűfűfélék (Polygonaceae) családjába tartozó faj.

## Előfordulása
A tengeriszőlő elsősorban homokos vízpartokon fordul elő, de kertekben is látható; Amerika trópusi tengerpartjain honos. Észak-Amerikában a legészakibb állományok Floridában találhatók. Közép-Amerikában és a Karib-térségben széles körben elterjedt. Dél-Amerikában főleg a nyugati parton lelhető fel. Hawaiion termesztik.

## Megjelenése
A növény legfeljebb 15 méter magas, nagyon alacsony, görbe törzsű és széles koronájú fa, melynek ágai többnyire kissé csavarodók. Levele rövid nyelű, nagyon szélesen kerekded, átmérője elérheti a 25 centimétert, szíves vállú, bőrnemű, erezete és az idős levelek többnyire vörösesek. Pálháik jellegzetes, a szárat körülölelő hártyás levélkürtővé nőttek össze. A levelek szórt állásúak. Virága kicsi, krémfehér. A virágok 20-30 centiméter hosszú, kezdetben felálló, sokvirágú álfüzérekben fejlődnek. Termése gömbölyded, 1-2 centiméter átmérőjű, vörös vagy sötétbíbor színű, viaszos, egymagvú makk. Az üveges, édeskésen savanyú terméshús a virágtakaróból képződik, amelynek cimpái még felismerhetők. A termés belsejében egy világos, kemény, tojás alakú mag található. A termések 20-40 centiméter hosszan csüngenek lefelé.

## Életmódja
A tengeriszőlő tűri a sót és az erős szelet. Homokos tengerpartokon többnyire olyan magasságban nő a vízszint felett, hogy felső gyökerei az eső által rendszeresen megszabadulnak a sótól.

## Egyéb
Termése nyersen vagy megfőzve ehető, de lé, zselé, sőt bor is készül belőle.
A kereken 120 fajt tartalmazó szőlősóska (Coccoloba) nemzetség képviselőit csaknem mindenütt megtaláljuk az újvilági trópusokon. Gyakran az 1 métert meghaladó óriási levelei miatt a Coccoloba pubescenst is szívesen termesztik.

## Képek

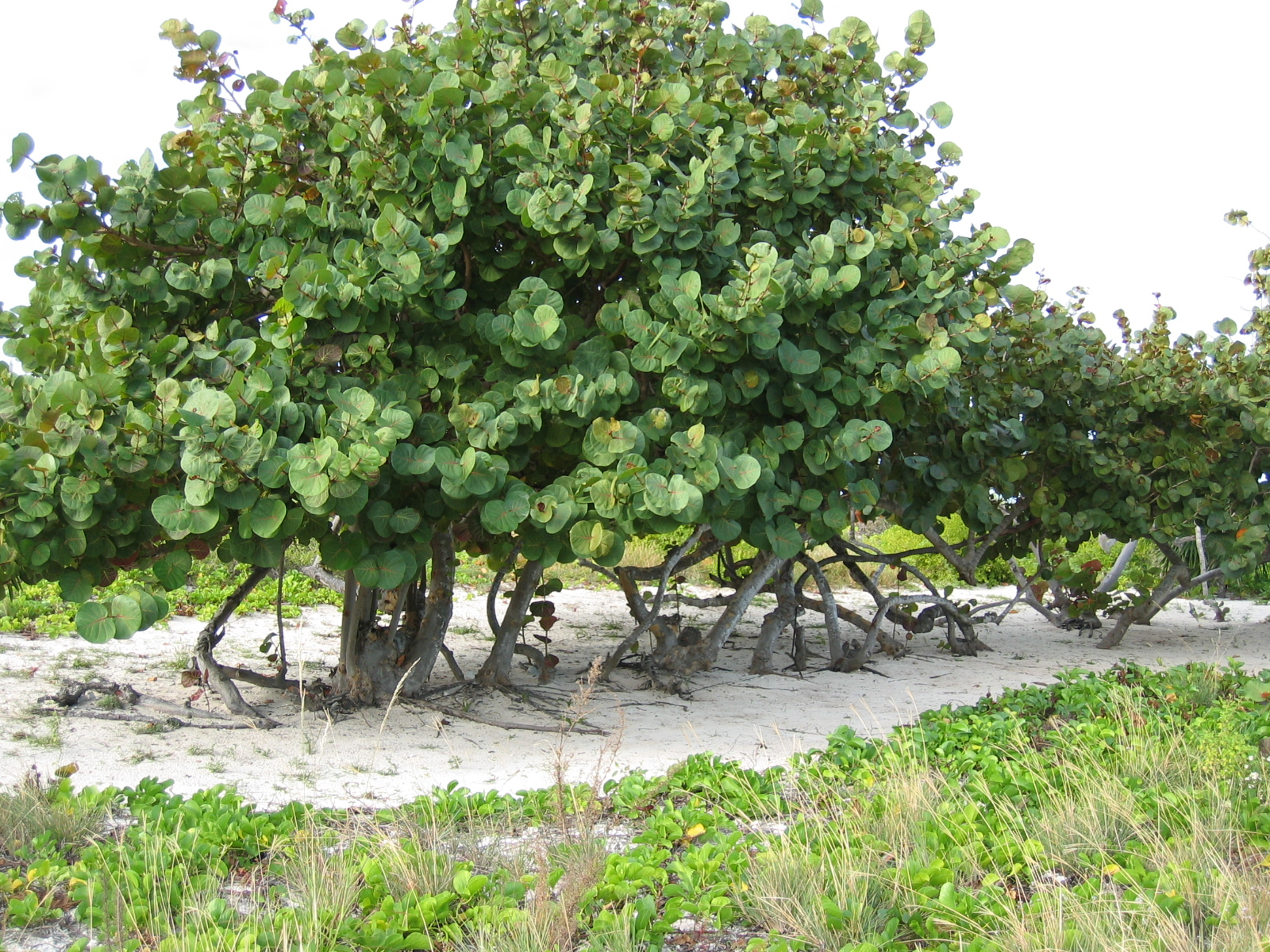
A növény
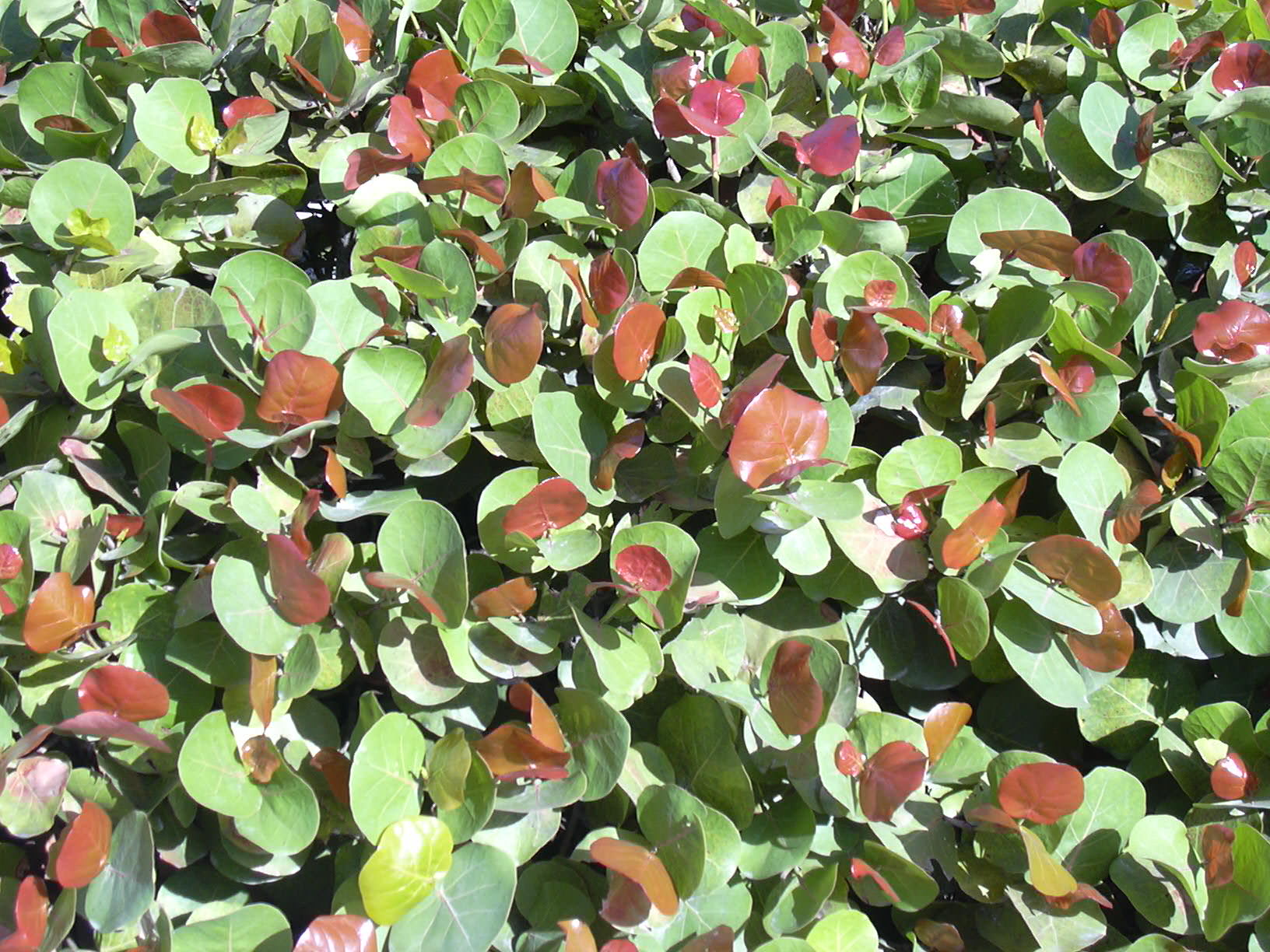
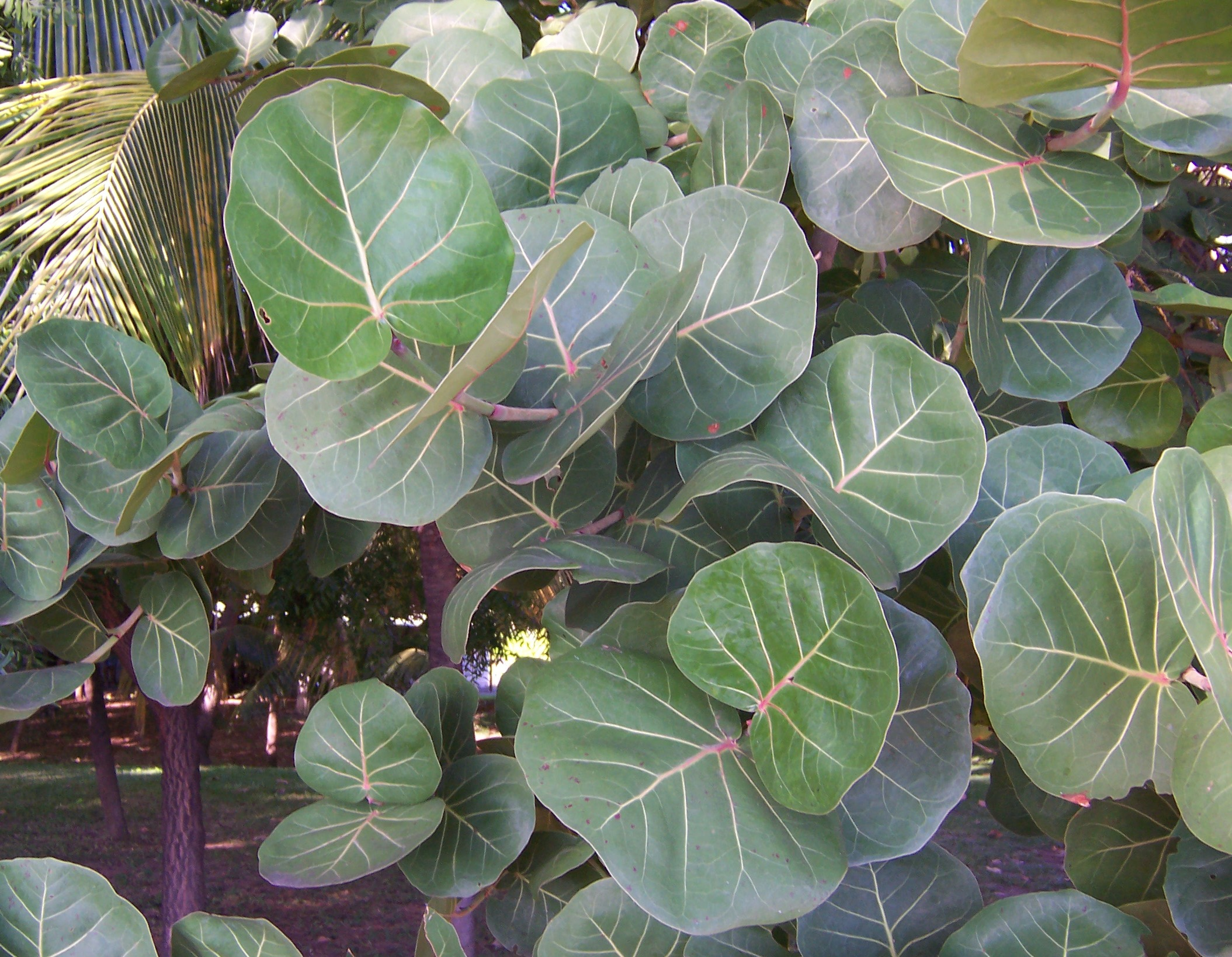
Levelei
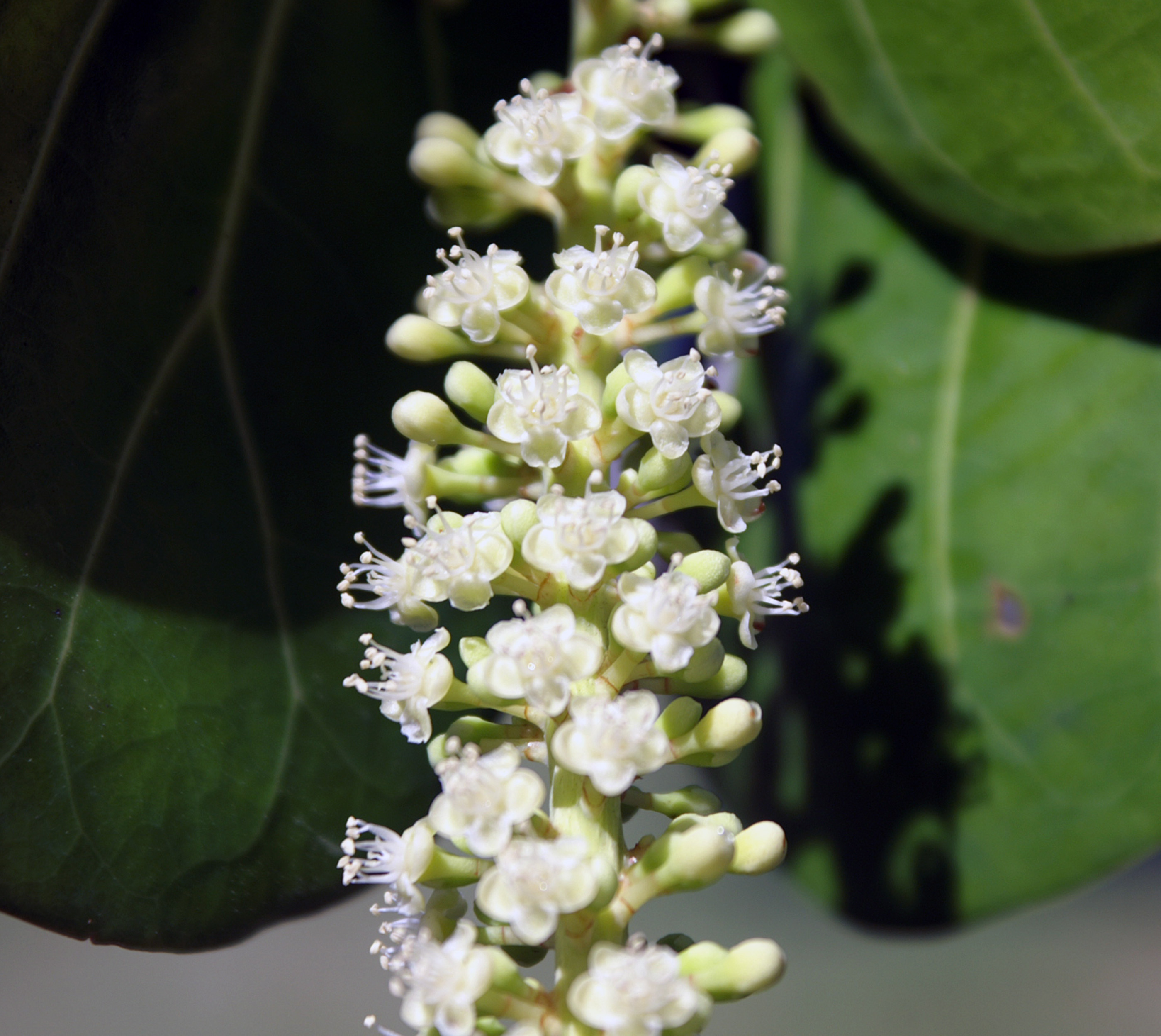
Virágzata
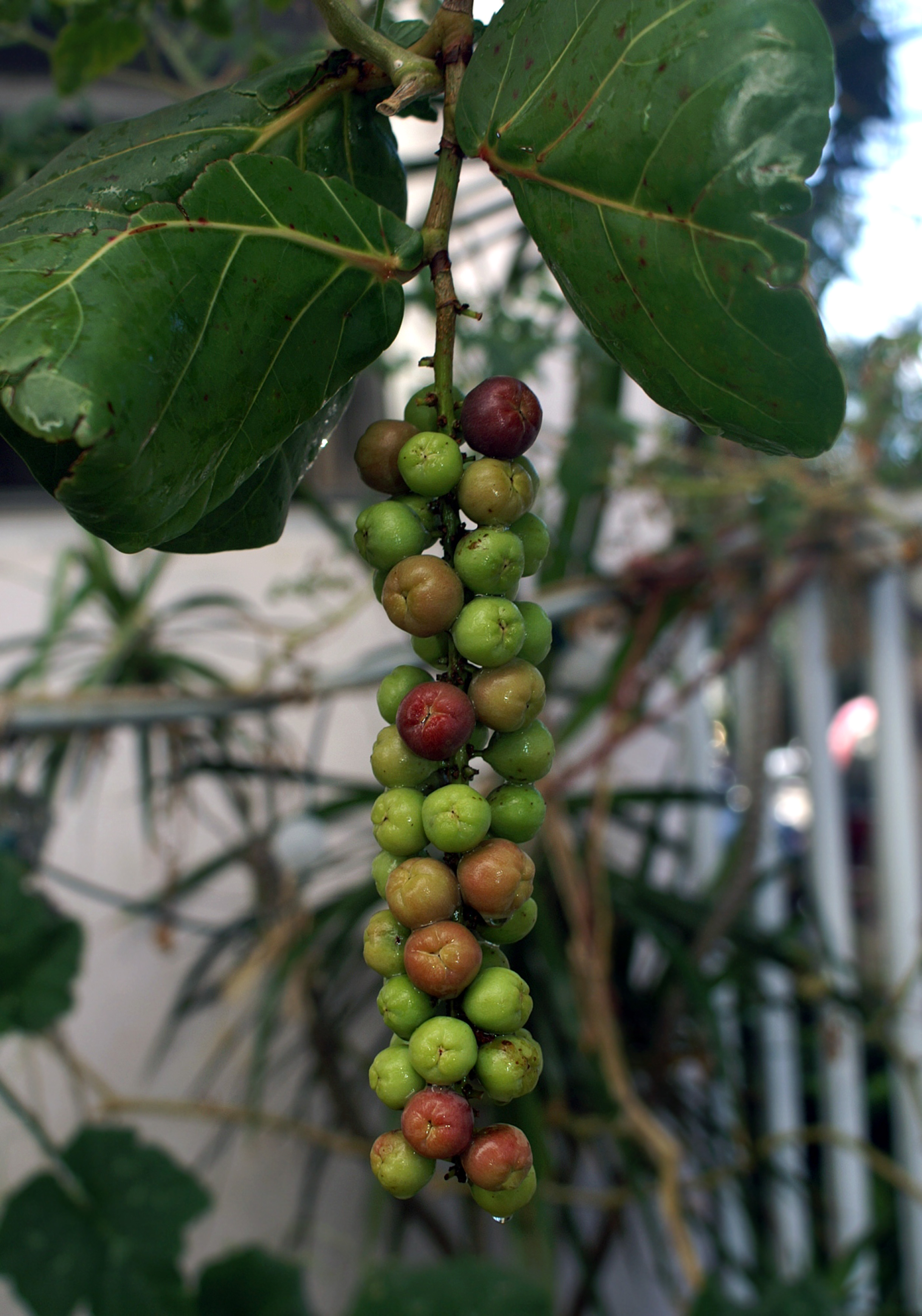
Termése
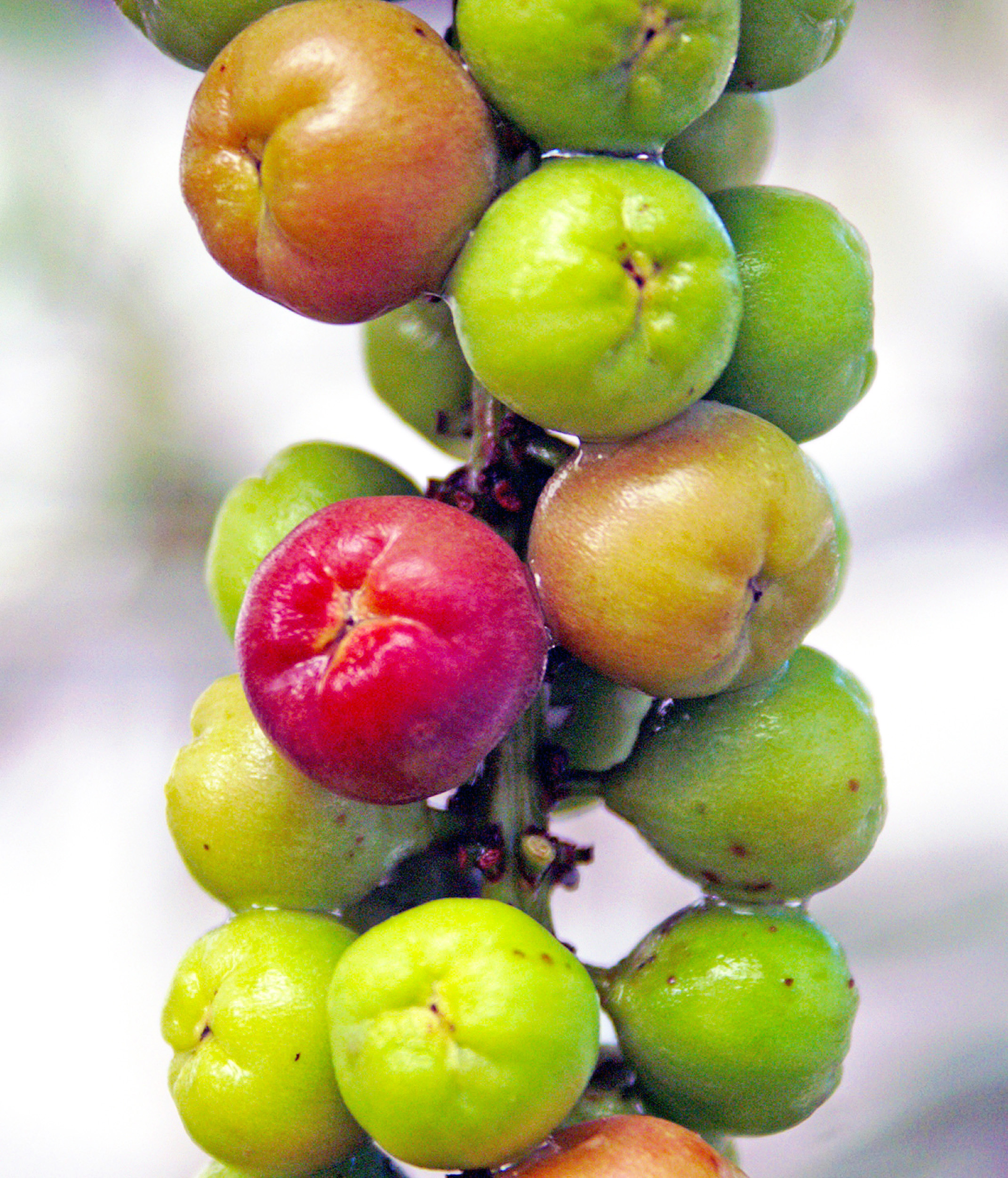
közelről
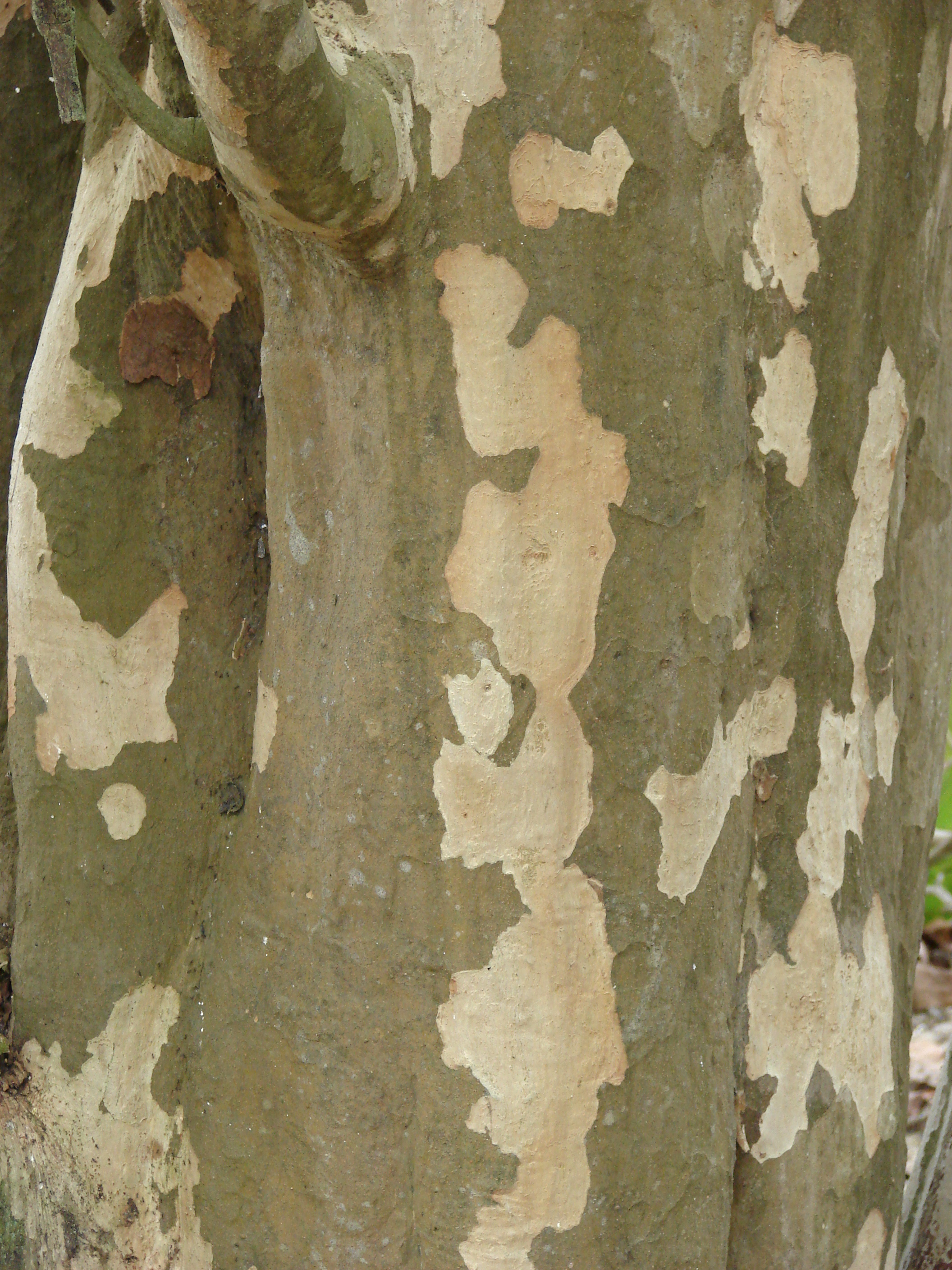
Kérge